# Irządze (województwo śląskie)
Irządze – wieś w Polsce, położona w regionie Progu Lelowskiego, w województwie śląskim, w powiecie zawierciańskim, w gminie Irządze.
W latach 1975–1998 miejscowość administracyjnie należała do województwa częstochowskiego.
Miejscowość jest siedzibą gminy Irządze oraz parafii rzymskokatolickiej pw. św. Wacława, należącej do dekanatu lelowskiego, diecezji kieleckiej.
W okolicach wsi bierze swój początek rzeka Białka, dopływ Pilicy.
Od ok. XIV do XIX w. Irządze (Dolne, Górne) administracyjnie należały do powiatu lelowskiego, potem do powiatu włoszczowskiego (1867–1975). 

## Nazwa
Nazwa wsi pochodzi od słów: „jej rządze”, określające rządy kobiety. Według przekazów, wieś miała być uposażeniem żon książąt polskich: Dąbrówki (Dobrawa Przemyślidka), Ryksy i innych.
Pierwsza wzmianka o miejscowości pochodzi z 1220 roku, z dokumentu biskupa krakowskiego Iwo Odrowąża, w którym miejscowość wymieniona jest w formie Irzandze.
Nazwę miejscowości w zlatynizowanej staropolskiej formie Irzandz wymienia w latach (1470–1480) Jan Długosz w księdze Liber beneficiorum dioecesis Cracoviensis.

## Integralne części wsi
| SIMC    | Nazwa       | Rodzaj    |
| ------- | ----------- | --------- |
| 0132569 | Czarne Pole | część wsi |
| 0132575 | Góry        | część wsi |
| 0132612 | Wielki Dół  | część wsi |

## Historia
Dzięki żonie Mieszka I, Dobrawie (Dąbrówka) został wzniesiony kościół pod wezwaniem św. Wacława (stan obecny z XIII-wieku, częściowo spalony podczas potopu szwedzkiego). Został odbudowany w XVII wieku.

## Zabytki
- Kościół parafialny z XIII wieku.
- Zespół pałacowo-dworski z XVIII wieku.

## Galeria

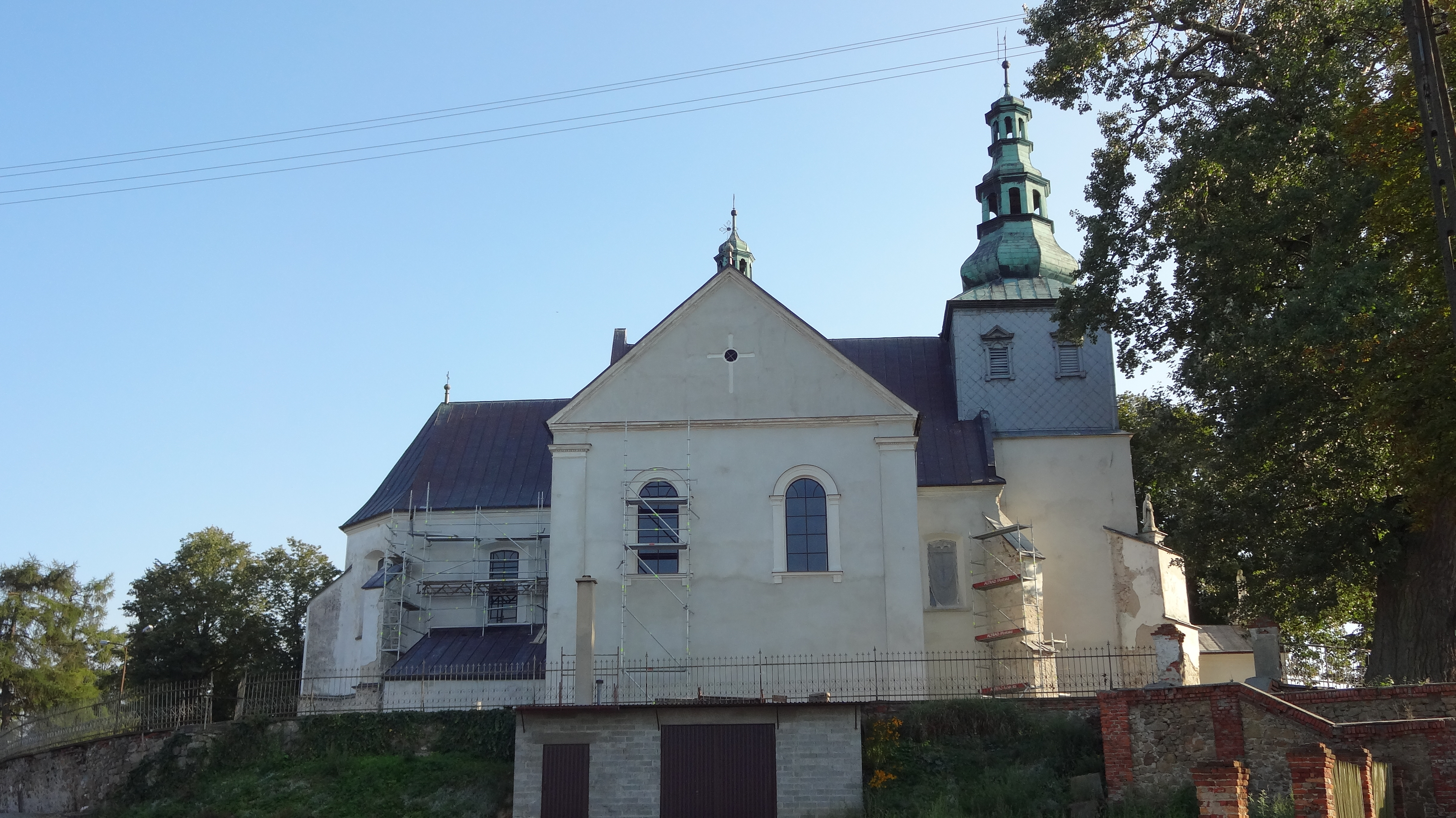
Kościół św. Wacława
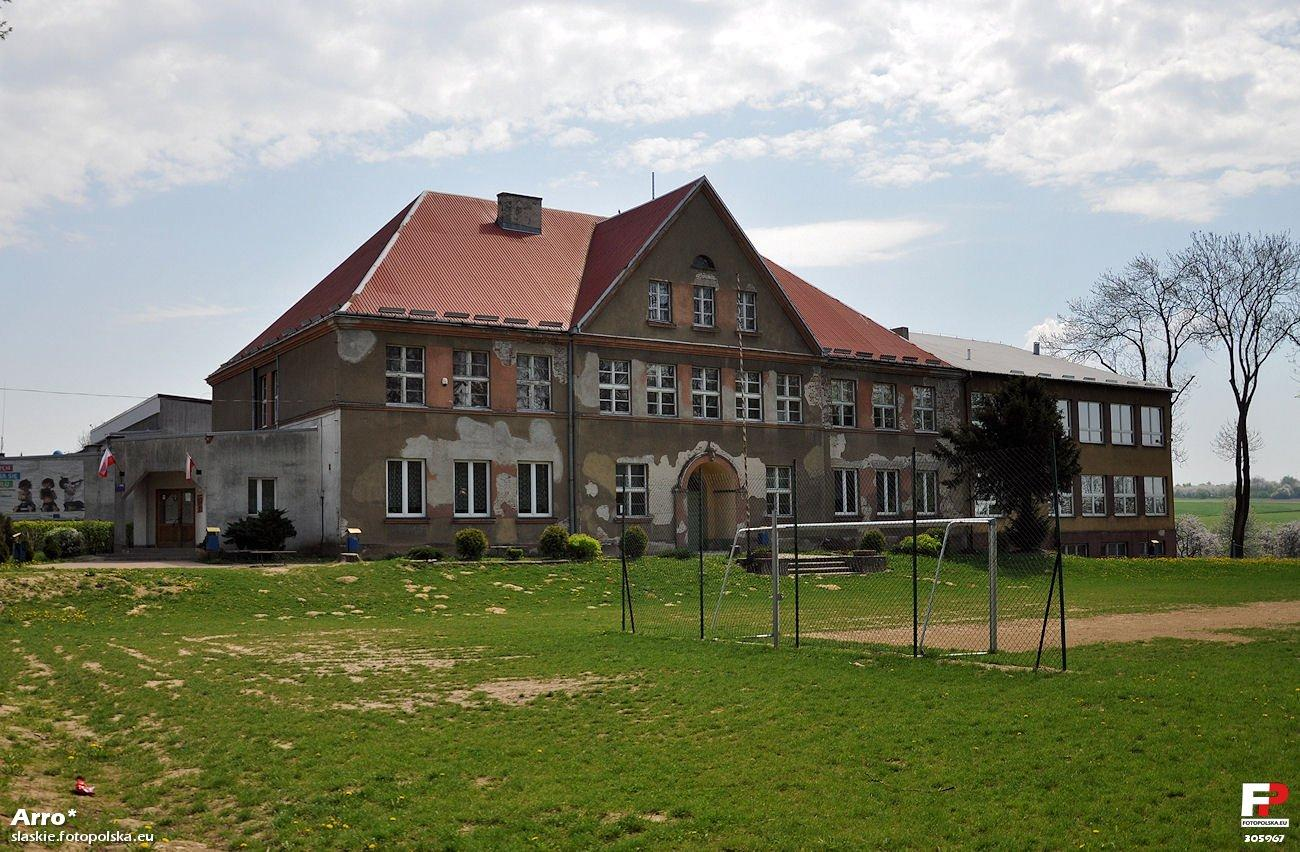
Szkoła Podstawowa im. Jana Ledwocha
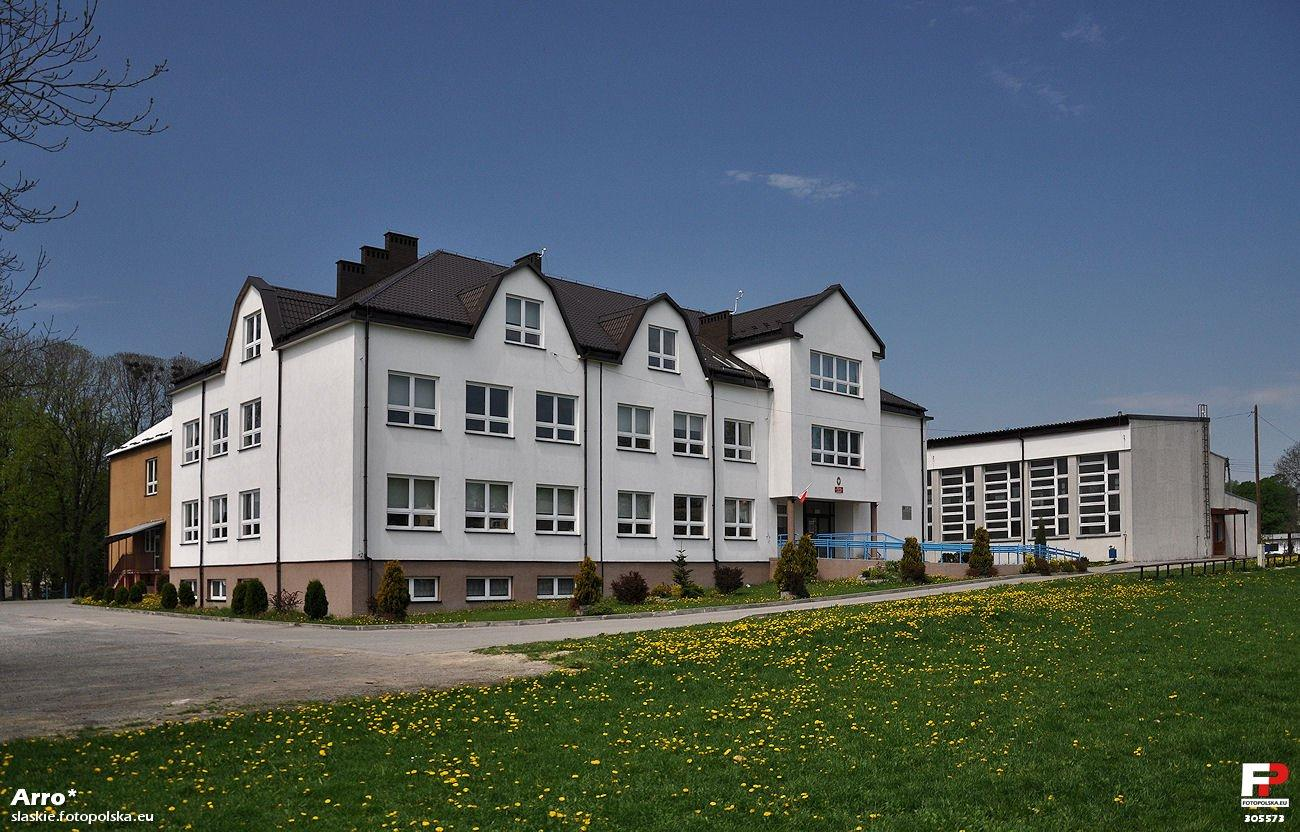
Gimnazjum im. Jana Pawła II
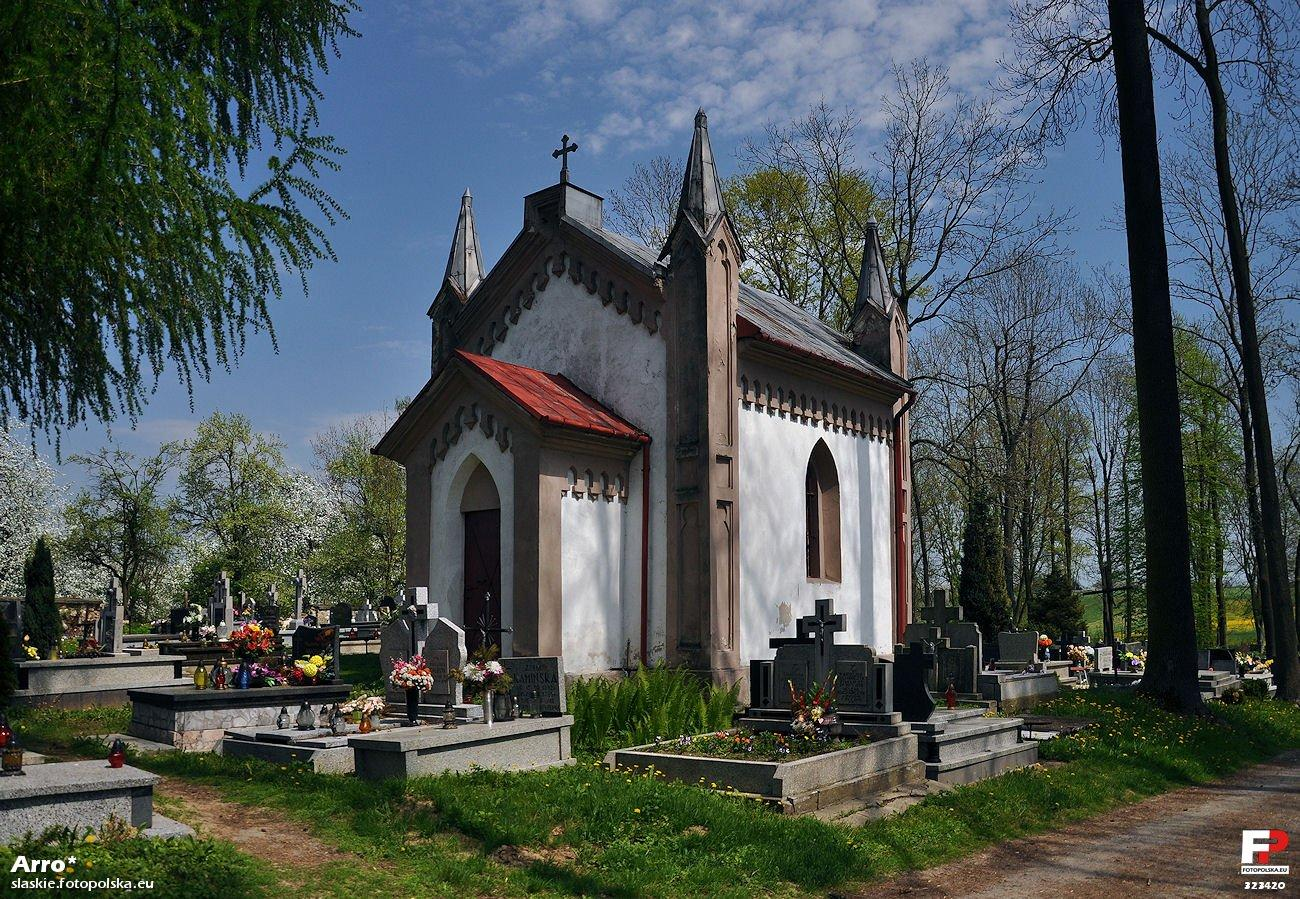
Kaplica cmentarna na cmentarzu katolickim